# Joseph Fifer
Joseph « Joe » Wilson Fifer, né le 28 octobre 1840 à Staunton (Virginie) et mort le 6 août 1938 à Bloomington (Illinois), est un homme politique américain membre du Parti républicain. Il est notamment procureur général du comté de McLean de 1872 à 1880, membre du Sénat de l'Illinois de 1880 à 1884, gouverneur de l'État entre 1889 et 1893 et à la tête de l'Interstate Commerce Commission entre 1899 et 1905.

## Source
- (en) Cet article est partiellement ou en totalité issue d'une traduction de l'article Wikipédia en anglais intitule « en:Joseph W. Fifer ».